# 費耶特 (愛荷華州)
費耶特（英語：Fayette）是一個位於美國愛荷華州費耶特縣的城市。

## 地理
費耶特的座標為42°50′33″N 91°48′11″W / 42.84250°N 91.80306°W，而該地的平均海拔高度為307米（即1007英尺）。

## 人口
根據2010年美國人口普查的數據，費耶特的面積為3.83平方千米，當中陸地面積為3.83平方千米，而水域面積為0.00平方千米。當地共有人口1338人，而人口密度為每平方千米349人。